# Honest Schempp

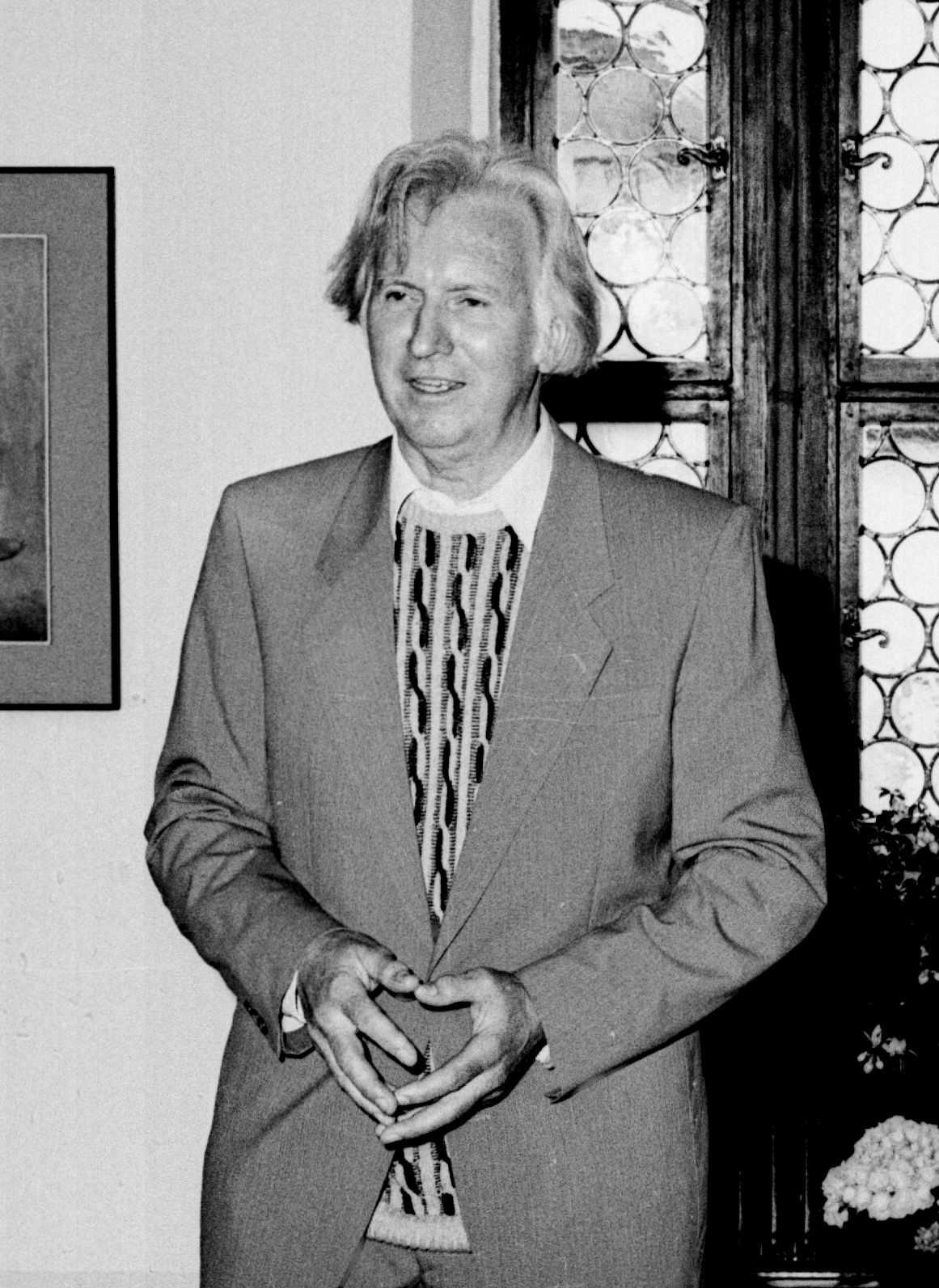
Honest Schempp bei einer Ausstellung im Alten Rathaus Weißenburg (2. Mai 1999)

Honest Schempp (bürgerlich Hans Schempp, * 22. Oktober 1932 in Lindau (Bodensee); † 1. Februar 2019 ebenda) war ein deutscher Maler und Autor.

## Leben
Honest Schempp legte das Abitur im Jahr 1951 ab und war danach kurze Zeit Hilfsarbeiter bei Dornier in Lindau. 1952 begann er ein Studium in Pädagogik und war 40 Jahre aktiv im Lehrberuf tätig. In den 1960er Jahren machte er eine Ausbildung in druckgrafischen Techniken in Augsburg, München und Frankreich (Mandelieu).
Parallel zur Ausbildung war Schempp bereits als Künstler tätig und signierte seit 1964 seine Arbeiten mit „Honest“. Er eröffnete 1965 eine eigene Druckwerkstatt für Lithographie und Radierungen, welche er bis 1995 führte. Er war Gründungsmitglied des Lindauer Kreis (1964) und später der Neuen Gruppe Lindau (1976). Im Dezember 2016 wurde er mit dem „Kulturpreis der Stadt Lindau“ ausgezeichnet.
Er starb am 1. Februar 2019.

## Stil und künstlerische Schwerpunkte
- Honest Schempp widmete sich bis 1960 Zeichnungen.
- In der Zeit von 1960 bis 1970 bevorzugte Schempp religiöse Bildthemen (Holzschnitte, Lithografien) und erstellte daneben Illustrationen und Grafikzyklen u. a. für die Württembergische Bibelanstalt Stuttgart und für das Bayerische Fernsehen
- Nach 1970 arbeitete er mit selbstgesammelten Erdfarben und fand nach 1975 seinen Schwerpunkt in der Temperamalerei.

## Preise und Auszeichnungen
- Kunstpreis der Stadt Kempten (Allgäu) (1986)
- Ehrenmitglied der Gesellschaft der Kunstfreunde Lindau (2006)
- Kulturpreis der Stadt Lindau (2016)

## Publikationen
- Das Evangelium nach Lukas, mit 36 Grafiken von Honest Schempp. Stuttgart, Württembergische Bibelanstalt
- Die Farben des Spektrums, Aufsätze und Essays zur Bildkunst, S. 208, 2000